# Blue Gangsta
"Blue Gangsta" là một bài hát của ca sĩ người Mỹ Michael Jackson nằm trong album thứ 2 phát hành sau khi qua đời của ông Xscape (2014). Bài hát ban đầu được sáng tác và sản xuất bởi Jackson và Dr. Freeze trong quá trình thực hiện album Invincible năm 1998. Bài hát đã được làm lại bởi Timbaland và Jerome "J-Roc" Harmon cho Xscape.

## Xếp hạng
| Bảng xếp hạng (2014)                              | Vị trí cao nhất |
| ------------------------------------------------- | --------------- |
| Dutchcharts                                       | 77              |
| US Bubbling Under R&B/Hip-Hop Singles (Billboard) | 8               |